# Smidîn, Stara Vîjivka
Smidîn (în ucraineană Смідин) este localitatea de reședință a comunei Smidîn din raionul Stara Vîjivka, regiunea Volînia, Ucraina.

## Demografie
Componența lingvistică a localității Smidîn
     Ucraineană (99,69%)
     Alte limbi (0,26%)
Conform recensământului din 2001, majoritatea populației localității Smidîn era vorbitoare de ucraineană (99,69%), existând în minoritate și vorbitori de alte limbi.